# Мали
Мали́ (бамана Mali, ߡߊߟߌ, фр. Mali), официальное название — Респу́блика Мали́ (бамана Mali ka Fasojamana, нко ‏ߡߊߟߌ ߞߊ ߝߊߛߏߖߊߡߊߣߊ‏‎‎, фр. République du Mali) — государство в Западной Африке.
Граничит на западе с Сенегалом, на севере — с Мавританией и Алжиром, на востоке — с Нигером, на юго-востоке — с Буркина-Фасо, на юге — с Кот-д’Ивуаром и Гвинеей.
Официальные языки — бамана (бамбара), бобо, бозо, догонский, фула, хассания, кассонке, манинка, миньянка, сенуфо, сонгайские языки, сонинке и тамашек.
Северо-восточная часть Республики Мали контролируется исламистами из связанной с «Аль-Каидой» группировки «Ансар ад‑Дин»; ранее здесь было провозглашено непризнанное независимое государство Азавад, власти которого после утраты контроля над этой территорией заявили о переходе к идее автономии региона.

## Этимология
Топоним «Мали» происходит от названия средневековой империи Мали, которая существовала на территории страны в XIII—XVII веках. Источники IX века упоминают государственное образование Mallal, в VII—XIII веках — как Malli и Mali. Значение топонима окончательно не установлено; предположительно, он может восходить к слову из языка мандинка mali — «гиппопотам».

## География

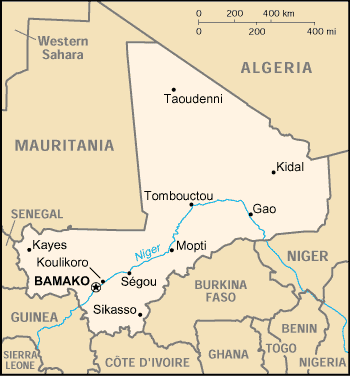
Карта Мали

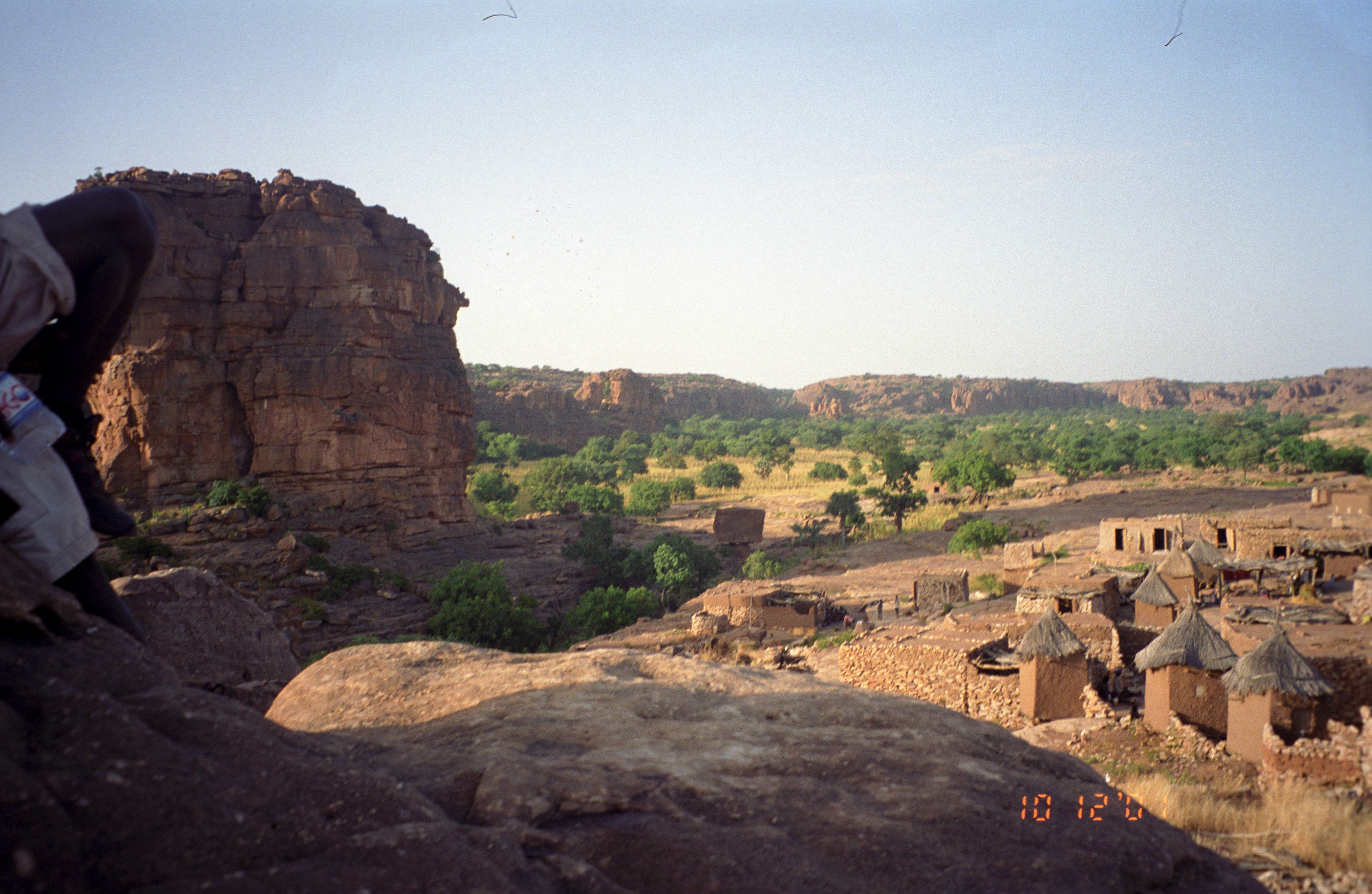
Природа страны

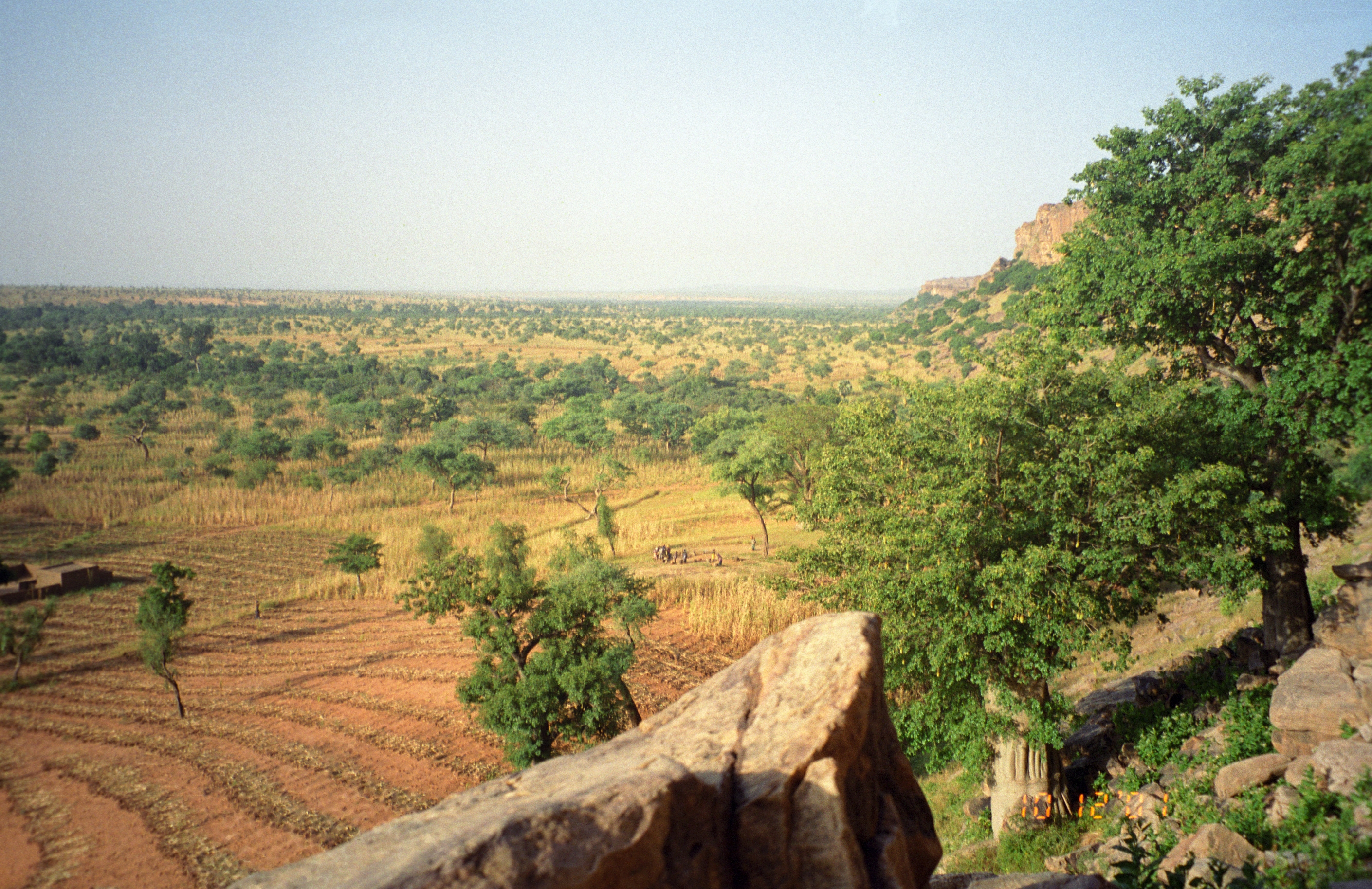

Река Нигер, протекающая в южной и центральной частях страны, образует важный водный путь. Северные части Мали в основном расположены в пустыне Сахара. К югу находится Сахельская саванна. На северо-востоке есть горы. В засушливые сезоны из Сахары дует пассат Харматтан, вызывая песчаные бури. Регион Мали в основном низменный. Самая высокая точка страны — Хомбори Тондо на высоте 1155 метров над уровнем моря.
Самый густонаселённый город Мали — столица Бамако с населением 2 529 300 человек (2019). Другие крупные города включают Сегу, Сикассо, Мопти, Гао и Каес. Сегу и Мопти, расположенные вдоль реки Нигер, являются важными портовыми городами и рыболовными центрами.
Мали имеет площадь 1 240 278 км², что делает её 23‑й по величине страной в мире и 8‑й по величине страной в Африке.
Почти всю западную, центральную и северную части страны (свыше 90 % территории) занимает равнина высотой 200—500 м. На севере — каменистые, песчано-каменистые или галечниковые пустыни Сахары.
Климат на большей части территории Мали — тропический пустынный, на юге — субэкваториальный. Средние годовые температуры 28-29 °C, с незначительными колебаниями по месяцам.
Самая длинная река в стране — Нигер. Река Сенегал и её притоки текут на юго-запад. В Мали есть такие озёра, как Фагибине, До, Ниангай, Дебо и Корароу.
Почти половину территории на севере страны занимают кустарниковые и злако-кустарниковые пустыни Сахары. Южнее — опустыненная саванна с акациями, злаками, баобабами, пальмами дум. Южнее — типичные саванны, на крайнем юге — лесистая саванна.
В северных пустынях и полупустынях водятся крупные антилопы, мелкие газели, жирафы, гепарды, гиены. Много пресмыкающихся (гекконы, сцинки, вараны, змеи). В саваннах водятся разные виды антилоп, бородавочники, львы, леопарды, шакалы, слоны (численность слонов сокращается). В реках водятся крокодилы, бегемоты, много рыбы. Широко распространены насекомые — термиты, дикие пчёлы, москиты, мошка, муха цеце.
В Мали создано несколько природоохранных территорий, среди них один национальный парк — Букль-дю-Бауле.

## История
В эпохи Древности и Средневековья на территории Мали существовали различные западноафриканские королевства, включая Гану, Сонгай и Мали, от которых и получила своё название нынешняя Мали.
Королевство Гана было первоначально основано берберами, но вскоре власть была сосредоточена на манде-говорящих сонинках. Цари Сонинки никогда полностью не принимали ислам, хотя у них были хорошие отношения с мусульманскими купцами. Господство королевства Гана стало ослабевать в конце XI века, когда в регион начали проникать альморавиды. Положение ислама в регионе усилилось, и с тех пор он является религией Мали. Столица королевства Гана, Кумби-Сале, была разрушена в 1203 году.
Мали получила своё название от расположенного в этом регионе королевства Мали. Современные мандинки произошли от его жителей. Королевство сильно выросло во время правления Сундиата Кита в XIII веке. В свои лучшие годы королевство Мали охватывало гораздо более обширную территорию, чем сейчас, от побережья Атлантического океана до устья Нигера и Тимбукту. Королевство состояло из завоёванных и покорённых территорий. Во время правления Мансы Мусы в начале XIV века города Тимбукту и Дженне стали важными центрами торговли и ислама (Манса — титул, означающий король). Королевство процветало благодаря торговле золотом, слоновой костью, рабами и солью.

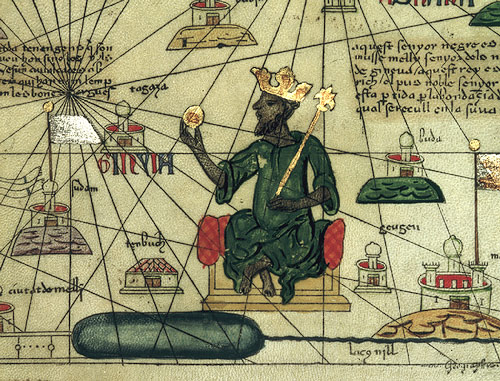
Манса Муса на карте мира 1375 года.

Королевство Сонгай захватило королевство Мали в XV веке. Сонгай достиг своего пика во время правления короля Аскии Мухаммеда I на рубеже XV и XVI веков. В то время королевство включало обширные территории на землях современной Нигерии. Большая часть нынешнего Мали располагалась на территории королевства Сонгай. В конце королевства Сонгай возникло как внутреннее, так и внешнее давление, включая нападение марокканских берберов в 1591 году. В XVIII веке город Сегу стал центром королевства Бамбара. Оно включало, в частности, нынешние города Блан, Дженне, Мопт, Тимбукту и Сегу. В 1861 году королевство Бамбара уступило место королевству Тукулер, основанному Эль-Хадж Умаром Таллем, которое также распалось несколько десятилетий спустя.

### Французская колония
Французы прибыли в Мали около 1880 года. Они стремились сделать Мали своей колонией. Сопротивление местных жителей прекратилось в 1898 году, когда солдат-малинка Самори Туре потерпел поражение после семилетней войны. Мали вошла в состав Французской Западной Африки под названием Французский Судан.
В 1932 году в состав Французского Судана была включена Верхняя Вольта.
В 1958 году страна получила автономию и присоединилась к Французскому сообществу (Communauté française). Как автономное государство страна называлась республика Судан. В январе 1959 года она присоединилась к Сенегалу, образовав федерацию Мали. Федерация Мали, образованная французским Суданом и Сенегалом, стала независимой 20 июня 1960 года, но данный союз распался 20 августа 1960 года, когда Мали стала отдельным государством. 22 сентября страна также вышла из Французского сообщества и сменила название на Республика Мали. Дата считается днём независимости Мали.

### Настоящее время

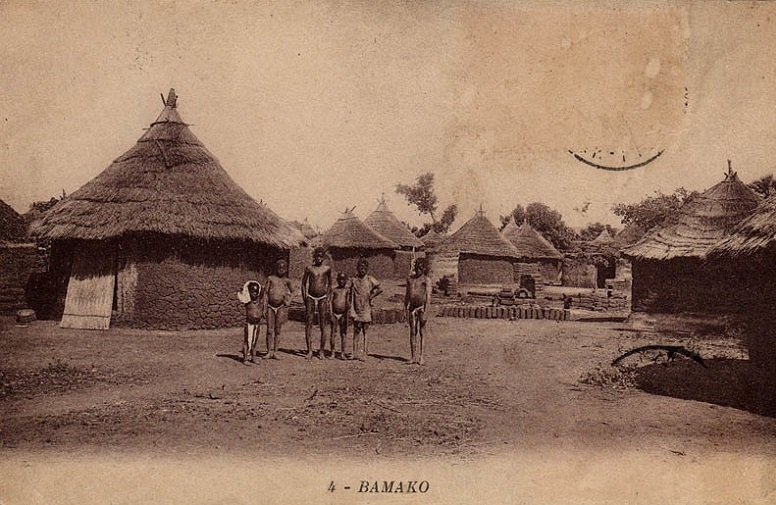
Бамако в 1900 году

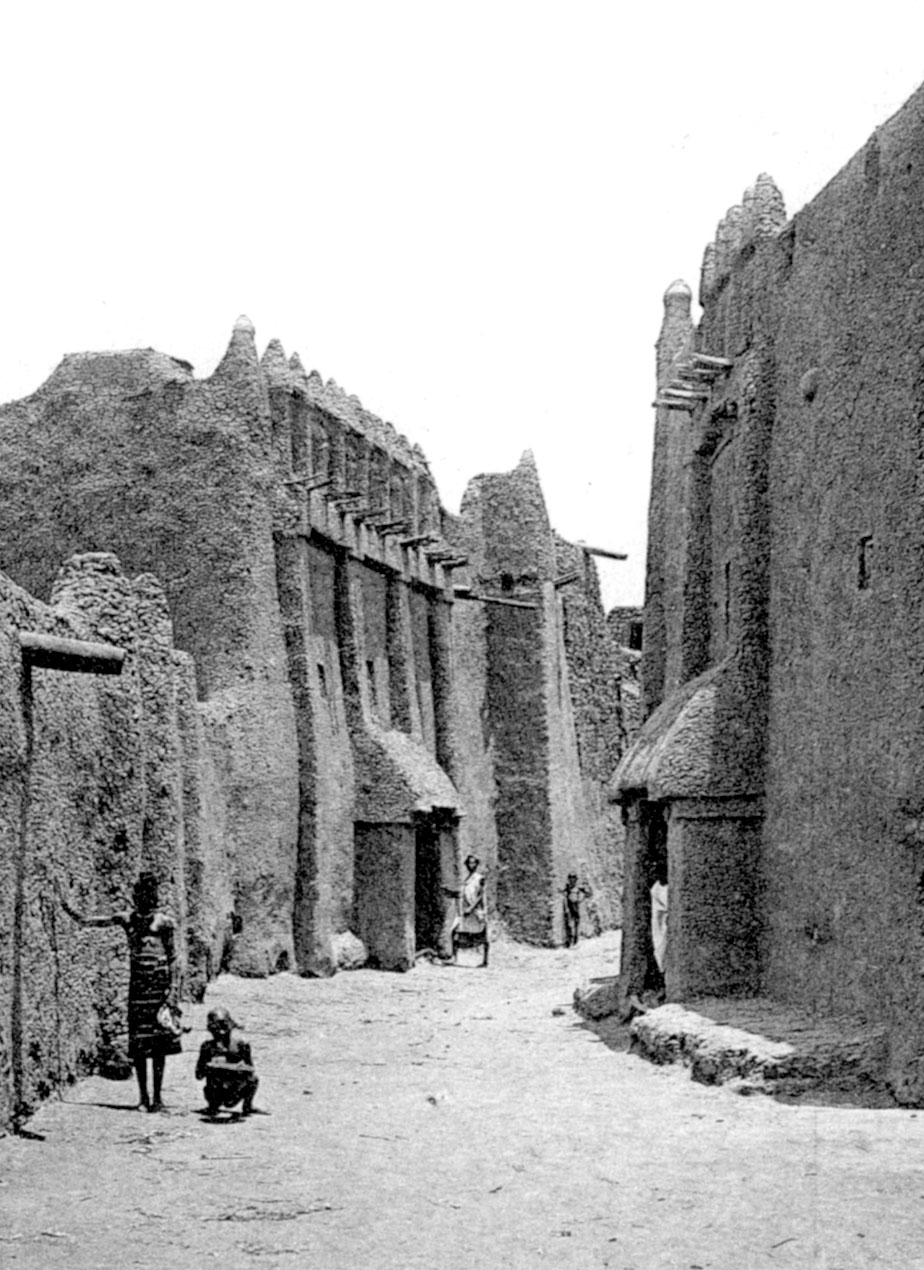
Старый город Дженне, 1906 год

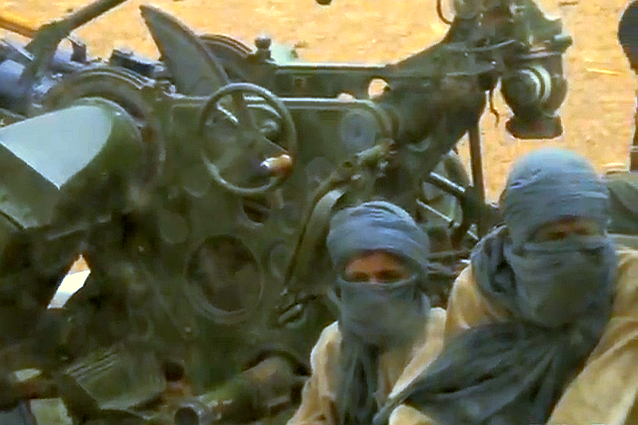
Исламистские боевики сражаются с малийским правительством в гражданской войне, начавшейся в 2012 году.

Модибо Кейта стал первым президентом независимой Мали. В 1968 году произошёл военный переворот, в результате которого Кейта был свергнут генералом Муссой Траоре и провёл остаток жизни в тюрьме. В 1979 году Траоре сделал Демократический союз малийского народа (ДСМН) единственной законной партией в стране.
В начале 1991 года экономическое положение в стране резко обострилось вследствие реформ, проведённых под давлением Международного валютного фонда, которые привели к заметному снижению и без того невысокого уровня жизни. Население всё чаще стало требовать отставки главы государства и упразднения однопартийной системы. 21 марта между протестующими и силами безопасности начались столкновения. Люди начали сооружать на улицах столицы баррикады и скандировать антиправительственные лозунги. После того, как пролилась первая кровь, Траоре объявил в стране чрезвычайное положение. В город была введена тяжёлая техника, которая вступила в бой с мирным населением (погибло не менее 150 человек). 26 марта военные («Временный комитет национального спасения») отстранили президента от власти (он пытался покинуть страну, но был арестован) и распустили ДСМН.
Траоре был приговорён к смертной казни в 1993 и 1999 годах, но оба приговора были заменены пожизненным заключением. После его отрешения от власти Мали превратилось в многопартийную демократию. Действующая конституция страны была принята 12 января 1992 года.
8 июня 1992 года третьим президентом Мали на первых свободных выборах в стране был избран Альфа Умар Конаре. Он был переизбран в 1997 году, но в июне 2002 года его сменил Амаду Тумани Туре, который впоследствии был избран на второй пятилетний срок в 2007 году. В 2013 году президентом был избран Ибрагим Кейта.
В 2012 году на севере Мали произошло восстание туарегов из-за поставок оружия из Ливии, объятой гражданской войной. В марте 2012 года малийская армия объявила, что захватила власть в стране и отстранила президента Туре от власти, но намерена восстановить гражданскую власть после выборов.
В апреле 2012 года повстанцы-туареги объявили о создании государства Азавад на севере страны. К концу июня исламистская группировка «Ансар ад‑Дин» изгнала повстанцев-туарегов из всех городов на севере Мали. Боевики начали разрушать исторические памятники Томбукту, которые, как они утверждали, представляют собой идолопоклонство.
В конце июля 2012 года на севере Мали состоялось первое побиение камнями, в ходе которого была казнена сожительствующая пара. Повстанцы продвинулись в центральные районы страны. Наступление радикальных исламистов в Мали вызвало обеспокоенность в регионе и на Западе, но Соединённые Штаты не хотели отправлять войска в страну для борьбы с угрозой «Аль-Каиды». Страны Западной Африки запросили у ООН разрешение на военную операцию по изгнанию экстремистских исламистов из Мали. Операция была санкционирована Советом Безопасности ООН. Франция начала военную операцию (Операция «Сервал») в Мали по запросу правительства 11 января 2013 года.
В январе 2013 года казалось, что впереди долгая война между французами и исламистами. К концу января французские и африканские войска захватили у повстанцев многие города. Франция постепенно сокращает свои силы и перекладывает ответственность на ООН и другие африканские страны. В то же время Евросоюз начал оказывать помощь в обучении армии Мали.
В августе 2018 года Ибрагим Бубакар Кейта, президент Мали с 2013 года, был переизбран. В апреле 2019 года Бубу Сиссе был назначен премьер-министром Мали после отставки предыдущего правительства после возобновления этнического насилия в стране.
В августе 2020 года Кейта и Сиссе были арестованы военными (повстанцами). После ареста Кейта объявил о своей отставке и роспуске правительства и парламента страны; он был доставлен на военную базу Кати, откуда зачитал по телевидению заявление о своей отставке и затем уехал в ОАЭ.
24 мая 2021 году малийские военные арестовали временного президента страны Ба Ндао, премьера Моктара Уана и министра обороны генерала Сулеймана Дукуре; причиной послужил отказ президента и премьера включить в состав переходного правительства полковников Модибо Коне и Садио Камару, активных участников прошлогоднего военного переворота.

## Политика и общество
Мали — полупрезидентская республика. В стране действует многопартийная система, единственным ограничением которой является то, что партии не могут опираться на какую-либо этническую, религиозную или региональную группу. Национальное собрание — единственный законодательный орган в администрации. В его состав входят 160 членов и восемь политических партий. 147 членов избираются по округам. Остальные тринадцать, выбираются малийцами, которые живут за границей. Количество представителей в каждом административном районе зависит от населения района и избирается каждые 5 лет.
Согласно Конституции Мали 1992 года, главой государства и главнокомандующим вооружёнными силами является президент, который избирается прямым всеобщим голосованием на пять лет. Президент может занимать должность не более двух сроков подряд. Право голоса имеют все люди старше 21 года. Женщины имеют право голоса с 1956 года.
Мали была одним из первых членов Организации африканского единства (25 мая 1963 года) и теперь член её преемника — Африканского союза. Страна является членом ООН с 28 сентября 1960 года.
Смертная казнь — это наказание, предусмотренное конституцией Мали, но с 1980 года казни практически не проводились.
Туареги, проживающие в северных частях Мали, потребовали большей автономии для своих территорий. Были крупные восстания туарегов в 1962—1964, 1990—1995, 2007—2009, 2012—2013. В январе 2012 года беспорядки снова вспыхнули, и УВКБ ООН сообщает, что 20 000 человек покинули Мали в качестве беженцев в соседних странах.

### Внешняя политика

#### Отношения с Россией
В 2021 году власти Мали наняли для поддержания порядка «группу Вагнера». 23 декабря 2021 года Франция и ещё 15 государств направили правительству страны ноту протеста против российского присутствия. Они также выразили «глубокое сожаление» по поводу того, что малийские власти потратили средства из «скудного бюджета страны» на оплату иностранных наёмников, вместо того, чтобы поддержать собственную армию. Ноту подписали Бельгия, Великобритания, Голландия, Дания, Германия, Италия, Канада, Литва, Норвегия, Португалия, Румыния, Франция, Чехия, Швеция и Эстония (все члены НАТО, Швеция — кандидат).

#### Отношения с Францией
17 февраля 2022 года было объявлено о выводе из Мали войск стран, вовлечённых в операцию «Такуба», в том числе Франции, а также Канады. 3 мая 2022 года Мали разорвало соглашения в сфере обороны с Францией, назвав причиной действия французских военных.

#### Отношения с Украиной
Украинско-малийские отношения — дипломатические отношения между Украиной и Республикой Мали.
Мали признала независимость Украины 5 января 1992 года. Страны установили дипломатические отношения 5 ноября 1992 года.
Интересы граждан Украины в Республике Мали защищает Посольство Украины в Алжире.
Экспорт товаров из Украины в январе 2022 составил 1 миллион 300 тысяч долларов США (почти в пять раз меньше по сравнению с соответствующим периодом 2021 года).
В 2023 году лидер военной хунты Мали Ассими Гоита выразил поддержку российскому вторжению в Украину.
5 августа 2024 года правительство Мали разорвало дипломатические отношения с Украиной из-за комментария представителя украинской внешней разведки касаемо боевых действий на севере страны, в результате которых погибли малийские солдаты и российские наёмники.

## Административно-территориальное деление
Территория Мали делится на области (фр. régions) — Гао, Каес, Кидаль, Куликоро, Менака, Мопти, Сегу, Сикассо, Таудени и Тимбукту. Столица Бамако образует отдельный район.
Области делятся на округа (cercles) и коммуны (communes).

## Экономика

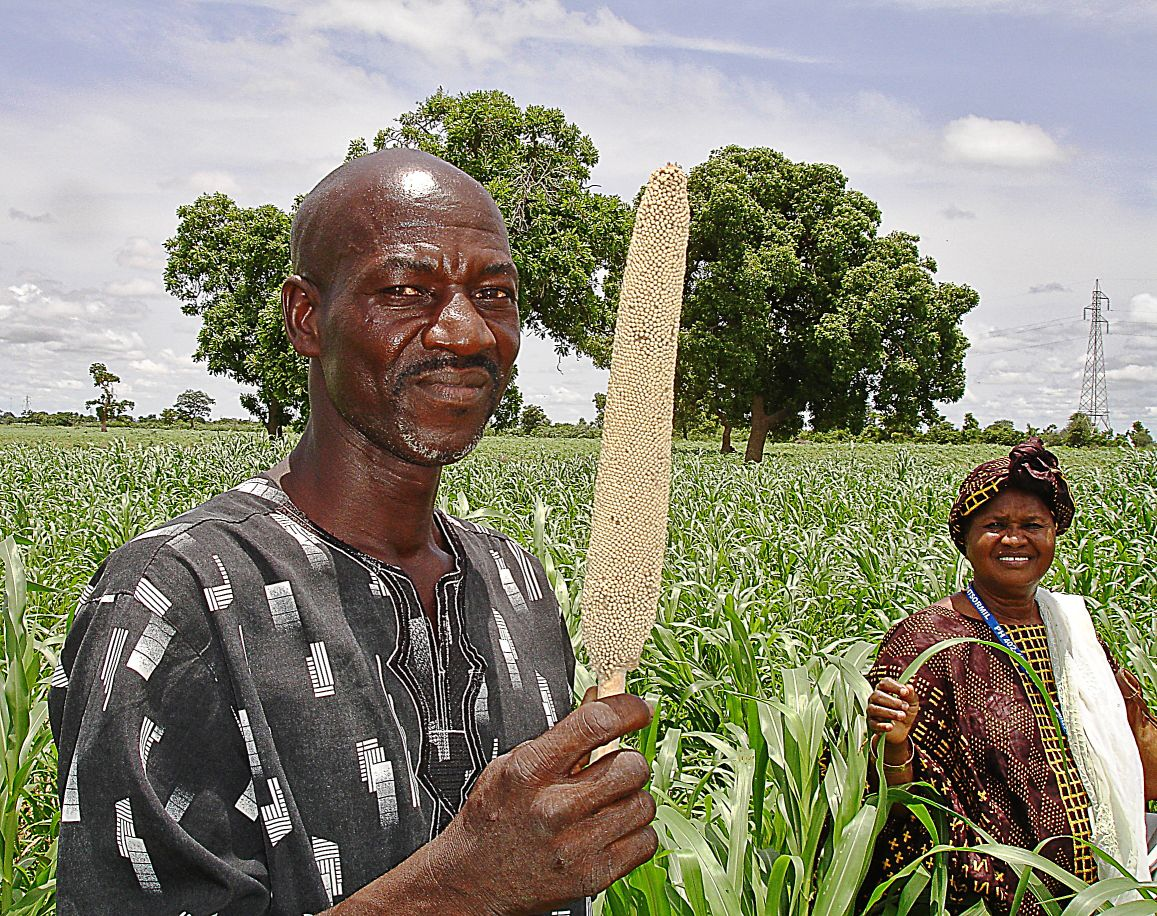
Производитель проса в Мали.

Мали — одна из беднейших стран мира. Её валовой внутренний продукт составляет 926 долларов США на душу населения (2018). Около 10 % населения кочует, а 80 % рабочей силы занято в сельском хозяйстве или рыболовстве. Кроме того, некоторые женщины живут за счёт производства и продажи гончарных изделий. 65 % земли — это пустыня и полупустыня, поэтому сельское хозяйство в значительной степени ограничено окрестностями реки Нигер. Экономика Мали зависит от иностранной помощи и мировых рыночных цен на хлопок.
В 2006 году золото, хлопок и крупный рогатый скот составляли 80—90 % экспортной выручки Мали. Сельское хозяйство сосредоточено на самообеспечении зерновыми (просо, сорго и кукуруза).
Мали экспортирует в другие страны Западной Африки, такие как Буркина-Фасо, Кот-д’Ивуар и Гана сушёную рыбу. Малийский хлопок экспортируется в основном в Швейцарию. Промышленность развита слабо, главная отрасль — производство соли, существует также обувная и ткацкая промышленность. Расходы почти вдвое превышают доходы. В 1999 году Международный валютный фонд утвердил включение Мали в программу для бедных стран с крупной задолженностью (HIPC). В рамках этой программы средства, которые пойдут на сокращение внешнего долга, используются для сокращения бедности.
Валюта Мали — франк КФА, который также является валютой тринадцати других стран Западной и Центральной Африки. Стоимость валюты в настоящее время привязана к евро. Наиболее важными торговыми партнёрами Мали являются Кот-д’Ивуар, Сенегал, Китай и страны Европейского союза. В 1994 году Мали была одним из членов-учредителей Западноафриканского экономического и валютного союза.
Внешняя торговля
Экспорт в 2017 году — $3,036 млрд. Является крупнейшим в регионе экспортёром хлопка и занимает третье место в Африке по добыче золота. Помимо этого так же из страны вывозится живой скот и продукция скотоводства.
Золото является главным источником доходов. В последние годы в стране добывается около 50 тонн золота в год, что составляет 20 % от ВВП страны и около 70 % экспорта. По состоянию на 2006 года запасы золота Мали оцениваются в 600—800 тонн. Основная доля месторождений расположена в двух районах: пояс Фалеме по западной границе страны и рудно-россыпной район Багое на юге страны (бассейн р. Багое). К 2005 году на месторождениях пояса Фалеме было добыто около 170 тонн золота. В 2011 году доходы от добычи золота увеличились более чем на 20 %, достигнув $475 млн. Было добыто 43,5 тонны золота, по сравнению с 46 тоннами в 2010 году и 53,7 тоннами в 2009 году. По итогам 2016 г., Мали занимает 15-е место в мире и 3-е в Африке по общему объёму добычи золота — 49,8 т. Однако согласно официальным данным в 2017 г. этот показатель снизится примерно до 49 т. Всего на данный момент в Мали действует около 10 крупных промышленных золотодобывающих рудников.
Основные покупатели (в 2017 году) — Швейцария — 31,8 %, ОАЭ — 15,4 %, Буркина-Фасо — 7,8 %, Кот-д'Ивуар — 7,3 %, ЮАР — 5 %.
Импорт в 2017 году — $3.891 млрд: продукция машиностроения и химической промышленности, нефтепродукты, транспортное оборудование, промышленные товары, продовольствие, текстиль.
Основные поставщики (в 2017 году) — Сенегал — 24,4 %, Китай — 13,2 %, Кот-д'Ивуар — 9 %, Франция — 7,3 %.
Входит в международную организацию стран АКТ.

## Население

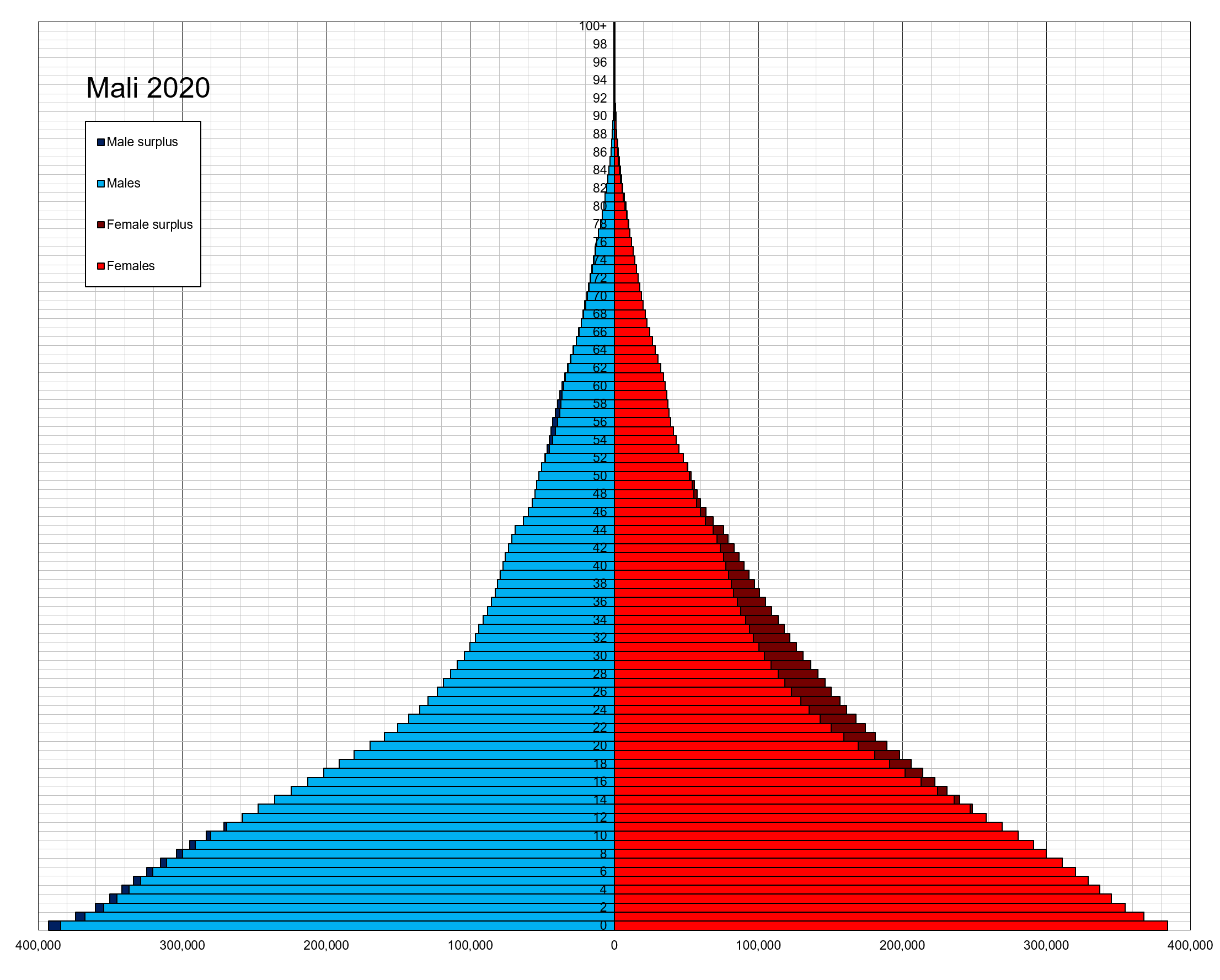
Возрастно-половая пирамида населения Мали на 2020 год

Согласно переписи 2009 года, в Мали проживает 14 528 662 человека, из них 50,4 % — женщины. Средняя плотность населения составляет 11,7 человек на квадратный километр. Население распределено крайне неравномерно: более половины малийцев живут в южных районах Сикассо, Куликоро и Сегу, в то время как в северных районах Тимбукту, Гао и Кидаль проживает менее 10 % населения страны. Доля городского населения — 22,5 %. Столица и крупнейший город Мали — Бамако. Кочевники составляют 0,92 % населения.
Население страны очень молодое. Доля лиц младше 15 лет составляет 46,6 %, лиц в возрасте от 15 до 64 лет — 48,4 %, лиц старше 65 лет — 3,2 %. Годовой прирост населения составляет 3,6 %. В последние десятилетия рост населения ускорился (1,7 % в период с 1976 по 1987 год и 2,2 % в период с 1987 по 1998 год). При нынешних темпах население Мали удвоится почти за 20 лет.

### Здоровье
Ожидаемая продолжительность жизни в Мали в 2015 году оценивается примерно в 55 лет. У мужчин немного меньше, чем у женщин. Согласно сводке ВОЗ за 2015 год, младенческая смертность очень высока: 11,5 % малийских детей умирают в возрасте до 5 лет.
По оценкам 2013 года, 0,86 % населения инфицированы ВИЧ. Средний возраст — 16 лет. В 2015 году численность грамотного населения оценивалась в 38,7 % человек старше 15 лет. У мужчин выше уровень грамотности (48,2 %) чем у женщин (29,2 %). В контексте эпидемии Эболы в Западной Африке в 2014 году в стране были выявлены отдельные случаи заболевания Эболой, связанные с мужчиной, направлявшимся из Гвинеи в Мали.

### Этнические группы

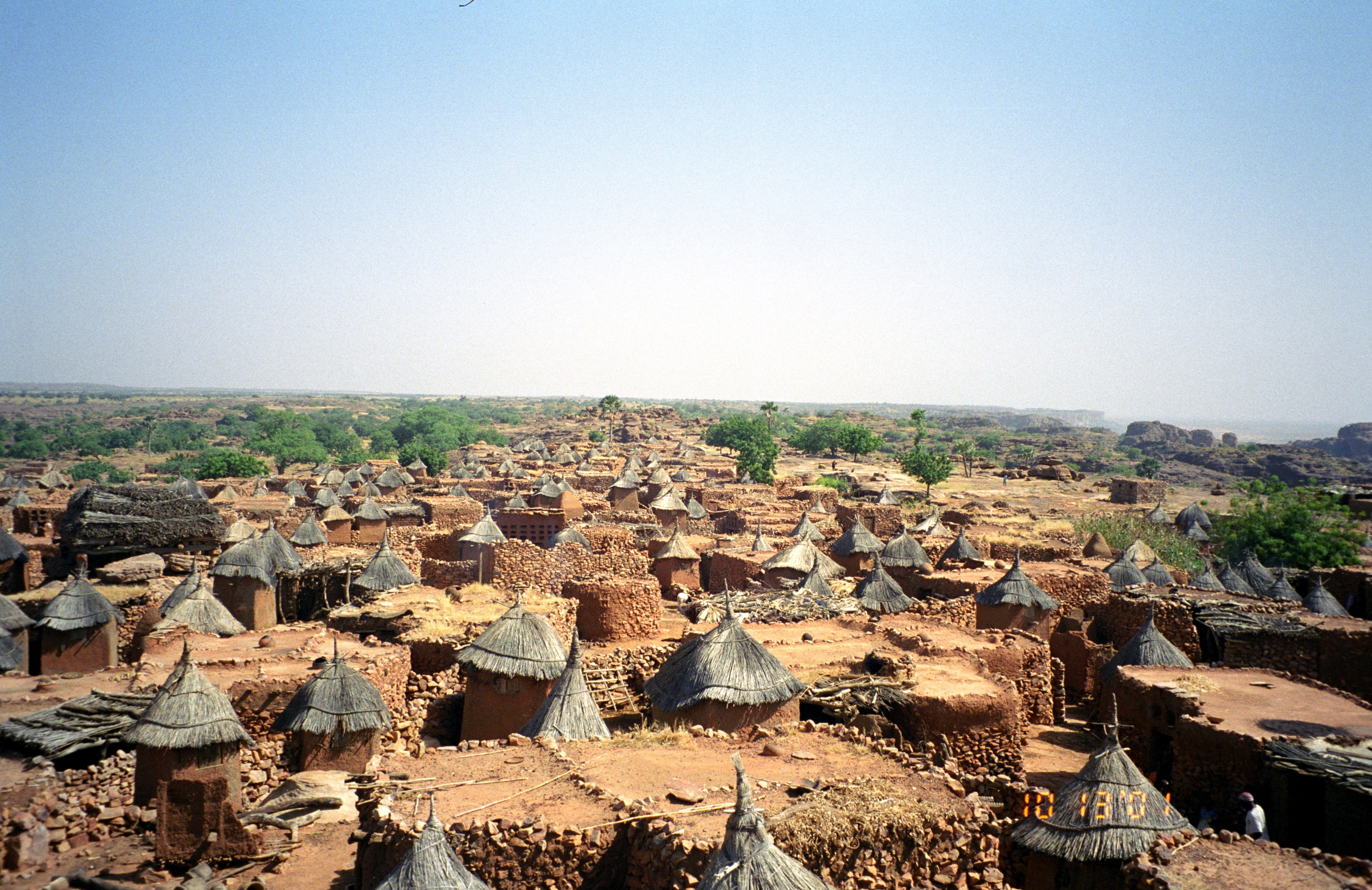
Деревня догонов

Около 50 % малийцев представляют народы мандинка, в том числе бамбара в западной и центральной частях страны, мандинка на юго-западе, сонинке на границе с Мавританией и дьюла в восточных городах. Вторая по величине группа — это фульбе, ведущие полукочевой образ жизни. Они живут, главным образом, в центральной части страны (17 % населения). К юго-востоку — сенуфо, догоны и бобо (12 %). Сонгай (6 %) живут вдоль среднего течения реки Нигер, а туареги и мавры (10 %) к югу от Сахары.
Этнические группы страны часто живут бок о бок в одних и тех же районах. Их сосуществование основано на религии, местной идентичности, межгрупповом сотрудничестве и разделении труда. Так, например, бамбары выращивают просо, сорго и рис сонгаит, а фульбе занимается животноводством, бозо рыбной ловлей, дьюла торговлей. Напряжённость между группами проявляется в неудовлетворённости пострадавших от засухи туарегов и мавров политической и экономической системой, в которой доминируют южные мандеканцы.

### Языки
После обретения независимости Мали официальным языком страны являлся французский, который используется в администрации, в школе и в качестве связующего звена между этническими группами страны. Большинство жителей говорят на бамбара, также используемый как язык администрации и средств массовой информации. В январе 2022 года из-за ухудшения отношений с правительством Франции правительство Мали объявило о придании бамбаре статуса официального языка. В июле 2023 года французский был лишён статуса официального языка, став вместо этого рабочим языком. В то же время 13 национальных языков, а именно — бамбара, бобо, бозо, догонский, фула, хассания, кассонке, манинка, миньянка, сенуфо, сонгайские языки, сонинке и тамашек — стали официальными языками.
Ethnologue распознаёт 66 языков, на которых говорят в Мали, 62 из которых являются родными для этого региона и четыре — из других мест. Шесть из них считаются исчезающими. Большинство языков принадлежат к нигерийско-конголезской языковой группе. Письменность есть у арабского и туарегских языков; системы письма были разработаны также и для других языков страны.
Согласно переписи 2009 года, на бамбара говорят 46,3 % населения страны (62,9 % в городах), фула — 9,4 %, догония — 7,2 %, сонинке — 6,4 %, сонгай — 5,6 %, миньянка — 4,3 %, туарегский тамашек — 3,5 %, сенуфо — 2,6 %, бобо — 2,1 %, бозо — 1,9 %, хасонке — 1,2 % и мавританский — 1,1 %.

### Религия

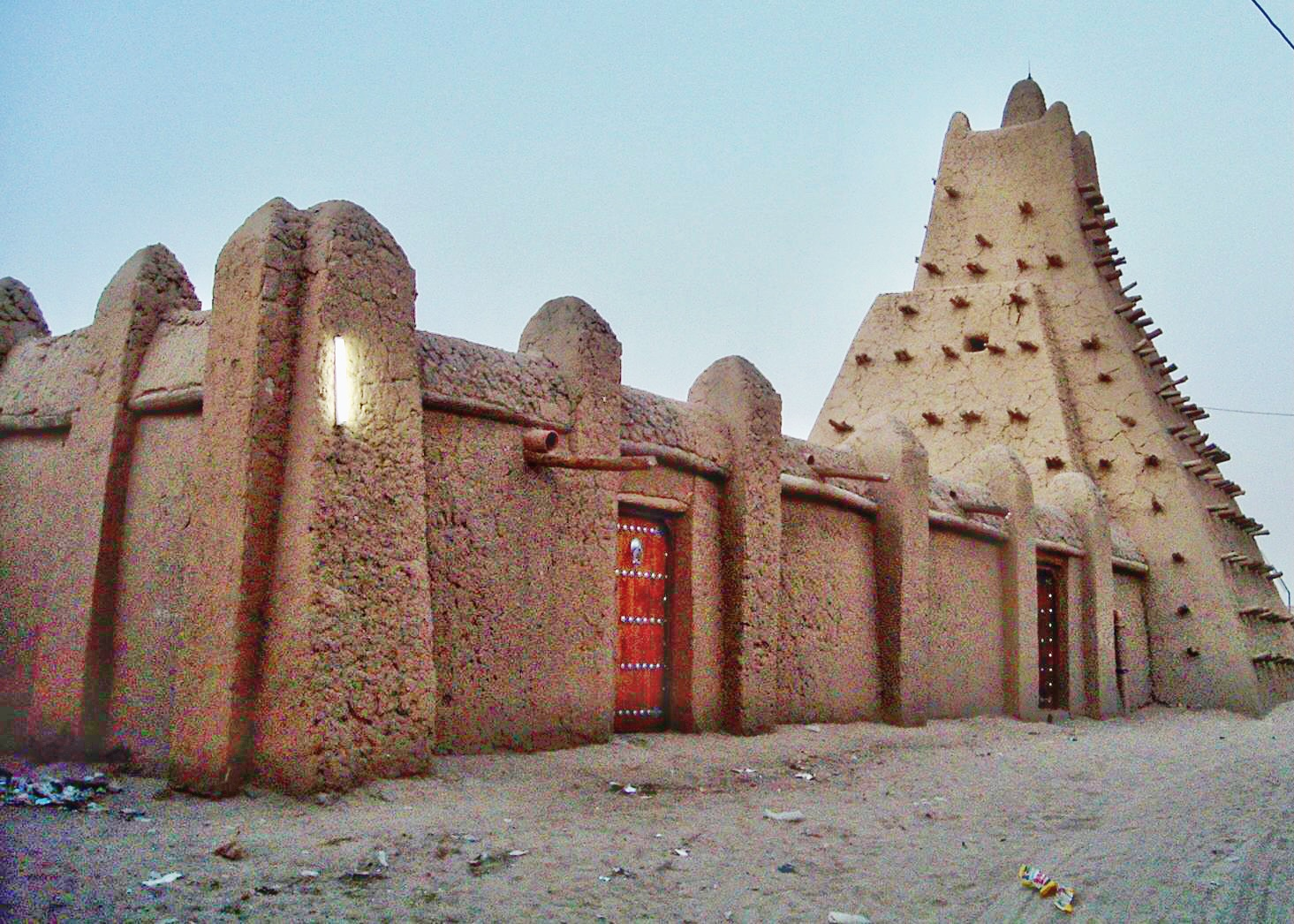
Мечеть в Томбукту

Религия Мали — суннитский ислам, который распространился на северную часть страны с XI века. Тимбукту, Дженне и Гао были известными центрами исламской науки в средние века. В южных частях страны большинство населения не обращалось в Ислам до времён колониального правления.
По переписи населения 2009 года, мусульман — 94,8 % населения. Есть 2,4 % христиан (особенно среди догонов и бобо) и 2 % анимистов. Около двух третей из них — католики, а одна треть — протестанты. Традиционную религию исповедуют некоторые бобо, сенуфо, мианианы и догоны. Конституция Мали гарантирует свободу вероисповедания и определяет страну как светское государство.

## Образование
В XII веке в университете Санкоре, расположенном рядом с мечетью Санкоре в Тимбукту, обучалось более 25 000 студентов из разных стран[уточнить]. Университет Санкоре продолжает работать по сей день.
Первые школы в современном понимании были созданы французскими колонизаторами, а первыми учениками стали дети малийских вождей, захваченных в плен, такие школы назывались «Школы сыновей вождей». В начале XX века французской администрацией были приложены большие усилия для распространения начального и среднего образования на территории Мали, образование велось полностью на французском языке. После обретения независимости число грамотных постоянно увеличивалось, при том, что до обретения независимости лишь 7 % детей посещали школу. Создавались центры по ликвидации неграмотности для взрослых.
По переписи 2009 года грамотных старше 15 лет насчитывается 27,7 % (19,8 % женщин).
Школьная система включает шестилетнюю начальную школу и шестилетнюю гимназию, разделённую на два уровня. На более высоком уровне студенты могут выбирать между двух- или трёхлетним техническим училищем или четырёхлетним профессиональным училищем. Обучение бесплатное для детей 7—16 лет. Это также является обязательным по закону, но не все посещают школу. В 2009 году школу посещали 68,4 % детей младшего школьного возраста (девочки 65,0 %). Обучение ведётся в основном на французском языке.
Университет Мали (с 2006 университет Бамако) был основан в 1993 году. Около 80 000 студентов поступили в него в 2010—2011 учебном году[уточнить]. С целью разместить растущее количество студентов в 2011 году университет был разделён на четыре кампуса: Университет науки, техники и технологии в Бамако, Университет искусств и гуманитарных наук в Бамако, Университет общественных наук и управления в Бамако и Университет права и политических наук в Бамако .
В 2009 году был создан Университет Сегу.
Другие колледжи включают Колледж администрации, основанный в 1958 году, Сельскохозяйственную школу Катибугу, Высшую педагогическую школу для средних учителей и Технический колледж имени Абдерхамана Бабы Туре. Первый региональный университет был основан в Сегу в 2012 году.

## Культура
С момента обретения независимости политическое руководство Мали стремилось создать единую малийскую культуру, преодолев племенные и языковые границы. Однако политиков критиковали за то, что они подчёркивали традицию народа мандинка в ущерб другим этническим группам. Культура была определена небольшой образованной элитой страны, которая стремилась оценить потребности большого, частично неграмотного населения.
Мали традиционно считается одним из «интеллектуальных центров» франкоязычной Африки. В Мали существовал даже «свой писатель», Ямбо Уологем, опубликовавший в 1960-х годах книгу «Долг жестокости», которая получила литературную премию Ренодо. Впрочем, эта награда впоследствии обернулась неловкостью для жюри, когда обнаружилось, что текст книги был сплагиатирован, после чего книга была запрещена к продаже во Франции по приговору суда, который удовлетворил иск британского писателя Грэма Грина, настоящего автора текста. Оригинальный текст, «позаимствованный» Ямбо Уологемом, как оказалось, был опубликован много лет назад в Англии.

## СМИ
В Мали выходит несколько газет на французском языке, в том числе государственная L’Essor, основанная в 1949 году. Однако значение прессы невелико. Вещание обеспечивается Государственным управлением радиодиффузионного телевидения Мали, созданным в 1957 году, и рядом местных радиостанций, созданных после 1992 года. Телевещание в стране началось в 1983 году.